# 이명재 (1949년)
이명재(李明宰, 1949년 5월 13일, 충청남도 논산시 ~ )는 대한민국의 제3·4·6·7대 서울특별시 송파구의원이다.

## 학력
- 성덕국민학교 졸업
- 호원대학교 행정사회복지학부 졸업

## 경력
- 새마을문고 잠실본동 회장
- 잠실본동 통장 협의회 회장
- 새마을지도자 잠실본동 협의회 회장
- 대한해외참전전우회 송파구지회 부회장
- 한양대학교 지방자치대학원 원우회 이사
- 홍준표 국회의원 특별보좌역
- 1998.07 ~ 2002.06 제3대 서울특별시 송파구의회 의원
- 1998.07 ~ 2000.07 제3대 서울특별시 송파구의회 전반기 내무행정위원회 위원
- 1998.07 ~ 2000.07 제3대 서울특별시 송파구의회 전반기 예산결산특별위원회 위원
- 1999.07 ~ 1999.12 제3대 서울특별시 송파구의회 조례정비심사특별위원회 위원
- 2000.07 ~ 2002.06 제3대 서울특별시 송파구의회 후반기 행정복지위원회 위원
- 2000.07 ~ 2002.06 제3대 서울특별시 송파구의회 후반기 예산결산특별위원회 위원
- 2000.11 ~ 2000.11 제3대 서울특별시 송파구의회 교통대책특별위원회 위원
- 2001.02 ~ 2001.02 제3대 서울특별시 송파구의회 향토유적보존관리조사특별위원회 위원
- 한나라당 서울시당 송파구 갑 지구당 부위원장
- 한나라당 서울시당 송파구 갑 지구당 잠실본동 협읳회장
- 민주평화통일자문회의 자문위원
- 송파구 결산검사 책임위원
- 송파구 공공근로사업 추진위원
- 송파구 청소년 위원
- 송파구 자활후견기관 운영자문위원
- 잠실사회복지회관 자문위원
- 재경 논산향우회 부회장
- 잠실동 지역단체협의회 부회장
- 대한공인중개사협회 송파구지회 감사
- 잠실본동 상가번영회 회장
- 2002.07 ~ 2006.06 제4대 서울특별시 송파구의회 의원
- 2002.07 ~ 2004.07 제4대 서울특별시 송파구의회 전반기 행정복지위원회 위원
- 2002.07 ~ 2004.07 제4대 서울특별시 송파구의회 전반기 예산결산특별위원회 위원
- 2003.11 ~ 2003.11 제4대 서울특별시 송파구의회 조례정비심사특별위원회 위원
- 2004.07 ~ 2006.06 제4대 서울특별시 송파구의회 후반기 부의장
- 2004.07 ~ 2006.06 제4대 서울특별시 송파구의회 후반기 행정복지위원회 위원
- 잠실동 사회복지관 운영위원
- 송파구 기업유치 홍보위원
- 동부검찰청 범죄예방위원
- 한나라당 여의도연구소 정책대학원 수료
- 송파구 충청향우회 공동대표
- 대한노인회 송파구지회 자문위원
- 한나라당 중앙위원 행정자치분과 부위원장
- (사)서울예문화연구소 이사
- G영상뉴스통신 송파구지사장
- 2010.07 ~ 2014.06 제6대 서울특별시 송파구의회 의원
- 2010.07 ~ 2012.07 제6대 서울특별시 송파구의회 전반기 행정보건위원회 위원
- 2010.07 ~ 2012.07 제6대 서울특별시 송파구의회 전반기 예산결산특별위원회 위원
- 2012.07 ~ 2014.06 제6대 서울특별시 송파구의회 후반기 재정복지위원회 위원
- 2012.07 ~ 2014.06 제6대 서울특별시 송파구의회 후반기 예산결산특별위원회 위원장
- 2013.10 ~ 2014.04 제6대 서울특별시 송파구의회 롯데월드타워 건립관련 행정사무조사특별위원회 위원
- 2014.07 ~ 2018.06 제7대 서울특별시 송파구의회 의원
- 2014.07 ~ 2016.07 제7대 서울특별시 송파구의회 전반기 행정보건위원회 위원
- 2014.07 ~ 2016.07 제7대 서울특별시 송파구의회 전반기 예산결산특별위원회 위원
- 2016.07 ~ 2018.06 제7대 서울특별시 송파구의회 후반기 재정복지위원회 위원
- 2016.07 ~ 2018.06 제7대 서울특별시 송파구의회 후반기 예산결산특별위원회 위원

## 역대 선거 결과
|  | 51.41% |

|  | 30.53% |

|  | 18.50% |

|  | 25.24% |

|  | 14.50% |